# Томшарово
Томша́рово (рос. Томшарово, марій. Томшар) — присілок у складі Медведевського району Марій Ел, Росія. Входить до складу Єжовського сільського поселення.

## Населення
Населення — 249 осіб (2010; 260 у 2002).
Національний склад (станом на 2002 рік):
- лучні марійці — 92 %